# Lamanonia brasiliensis
Lamanonia brasiliensis là một loài thực vật có hoa trong họ Cunoniaceae. Loài này được Zickel & Leitão mô tả khoa học đầu tiên năm 1993.